# Fred Louis Lerch
Fred Louis Lerch, 28 mars 1902 i Ernsdorf bei Staatz i Österrike, död 26 augusti 1985 i München, var en österrikisk skådespelare.

## Filmografi (urval)
- 1923 – Das Bildnis
- 1927 – Förseglade läppar
- 1928 – Parisiskor
- 1930 – The Flame of Love